# Hofanlage Bahnhofstraße 28
Die Hofanlage Bahnhofstraße 28 in der niedersächsischen Gemeinde Hambergen wurde im dritten Drittel des 19. Jahrhunderts gebaut. Aktuell (2025) wird sie zum Wohnen und gewerblich genutzt.
Die Gebäude stehen unter Denkmalschutz (siehe auch Liste der Baudenkmale in Hambergen).

## Geschichte und Beschreibung
Hambergen wurde als kleines Gut Ambergen im Besitz des Erzbischofs von Bremen erstmals 1056 erwähnt.
Die Hofanlage besteht aus
- dem eingeschossigen giebelständigen Wohn- und Wirtschaftsgebäude von 1867 (Inschrift) als Zweiständer-Hallenhaus in Fachwerk mit Steinausfachungen, mit reetgedecktem Krüppelwalmdach, Uhlenloch und Grooter Door mit Korbbogen, der Wohnteil wurde massiv in Backstein erneuert,[2]
- der giebelständigen kleinen, teilweise verbohlten Scheune in Fachwerk vom Ende des 18. Jahrhunderts, mit Walmdach und Quereinfahrt,[3]
- und weiteren nicht denkmalgeschützten Nebengebäuden.

Das Landesdenkmalamt befand u. a.: „… ortsgeschichtlicher, gebäudetypischer, orts- und anlagenbildprägender Zeugniswert …. “